# Knife Play
Knife Play è il primo album in studio del gruppo musicale statunitense Xiu Xiu, pubblicato nel 2002.

## Tracce
1. Don Diasco – 2:54
2. I Broke Up (SJ) – 2:20
3. Luber – 4:02
4. Hives Hives – 3:42
5. Dr. Troll – 3:54
6. Over Over – 4:05
7. Anne Dong – 4:51
8. Suha – 4:57
9. Poe Poe – 3:40
10. Homonculus – 3:20
11. Tonite and Today (What Chu' Talkin' 'Bout) – 5:22